# Konga (Baraboulé)
Pour les articles homonymes, voir Konga.
Konga est une commune située dans le département de Baraboulé, dans la province du Soum, région du Sahel, au Burkina Faso.